# Палестино-румынские отношения
Палестино-румынские отношения — двухсторонние дипломатические отношения между Румынией и Государством Палестина. 

## История
Согласно Министерству иностранных дел Израиля, Румыния — единственная страна бывшего советского блока, которая продолжила дипломатические отношения с Израилем с 1967 года. В 1988 году, однако, Румыния признала первую декларацию независимости Палестины авторства Ясира Арафата.
Президент Государства Палестина Махмуд Аббас посетил Румынию с официальным визитом в 2008 году во время своей поездки по Европе. Во время своего двухдневного пребывания в Бухаресте Аббас встретился с тогдашним президентом Румынии Траяном Бэсеску, а также с тогдашним премьер-министром Кэлином Попеску-Тэричану, председателем Сената Румынии Илие Сырбу, а также лидерами обеих палат румынского парламента. Махмуд Аббас подчеркнул прочность отношений между двумя странами и отметил, что именно в Бухаресте в 1988 году представители Израиля и Палестины провели свою первую встречу.
Во время войны в Газе 2008 года министр иностранных дел Румынии Кристиан Диаконеску выразил надежду найти решение кризиса политическими средствами. Он также сообщил о готовности Румынии вместе с другими странами ЕС предпринять меры для дипломатического урегулирования конфликта, а также о готовности найти решения гуманитарному кризису в Секторе Газа.
Во время принятия резолюции ООН 67/19 в 2012 году о статусе Государства Палестина в ООН Румыния воздержалась от голосования. Румынский представитель сообщил, что Румыния «всегда поддерживала мультилатерализм, и не сможет согласиться с унилатерализмом». Румыния считает цели палестинцев законными и поддерживает решение двух государств через мирные переговоры. 
Во время визита Бэсеску в Израиль в 2014 году, он заявил, что Румыния поддерживает «отличные отношения с арабским миром, особенно с Палестиной».